# Makaro/Ward
Makaro/Ward – jedna z trzech małych wysp położonych w Porcie morskim Wellington, na południowo-wschodnim krańcu Wyspy Północnej Nowej Zelandii. Wyspa znajduje się ok. 1,7 kilometra od miasteczka Eastbourne, ma ok. 250 m długości i 80 m szerokości.